# Inuinnaqtun
Inuinnaqtun (Inuinnaqtun [inuinːɑqtun], "los verdaderos seres humanos/pueblos"), es una lengua inuit que se habla en el Ártico central canadiense. Está vinculada con el inuktitut, y algunos estudiosos, como Richard Condon, creen que es más apropiado clasificar el inuinnaqtun como un dialecto del inuktitut. 
En un sentido amplio, el término inuinnaqtun es entendido por las comunidades innuinnait como la forma de hablar, crear, practicar, hacer, pensar y ser como un innuinnait (ser humano). Puede entenderse además, como el ecosistema conformado por los innuinnait con su entorno.
Junto con el inuktitut, el gobierno de Nunavut reconoce a esta lengua como la oficial y en ocasiones se denominan juntos como inuktut.   También se habla en los Territorios del Noroeste, donde está reconocido como idioma oficial del territorio además del Inuvialuktun y el Inuktitut. 

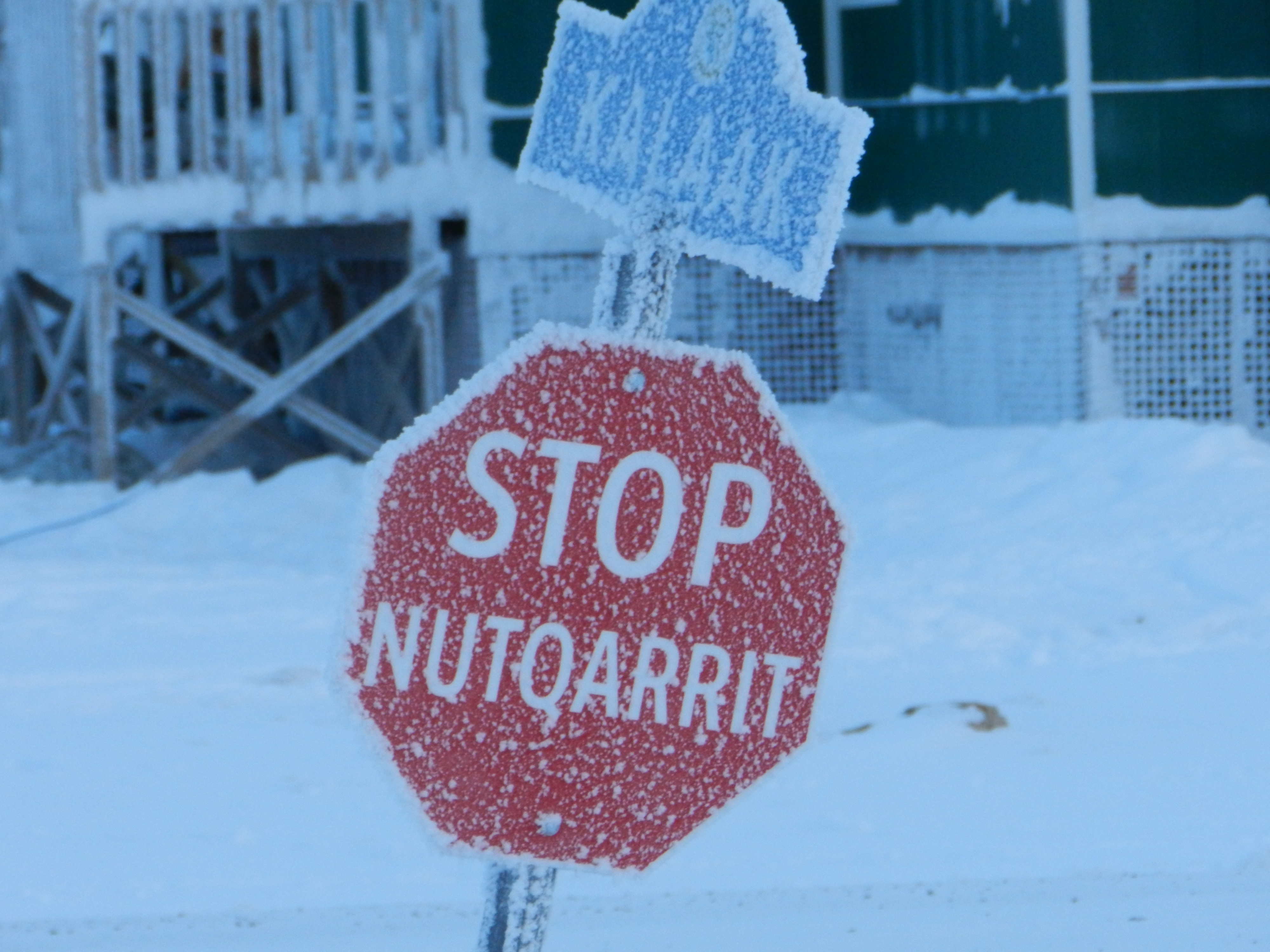
Señal de stop, "Nutqarrit" en Inuinnaqtun

El Inuinnaqtun se habla principalmente en las comunidades de Cambridge Bay, Kugluktuk y Gjoa Haven en la región de Kitikmeot de Nunavut. Fuera de Nunavut, se habla en la aldea de Ulukhaktok,  donde también se le conoce como Kangiryuarmiutun y parte de Inuvialuktun.  En su pasaje a la escritura, utiliza una grafía romana excepto en Gjoa Haven, donde se utiliza el silabario inuit (como en el caso de Natsilingmiutut).
| English                      | Inuinnaqtun          | pronunciation        |
| ---------------------------- | -------------------- | -------------------- |
| Adiós                        | Ilaanilu             | /ilaːnilu/           |
| Buenos días                  | Ublaami              | /ublaːmi/            |
| ¿Cómo estás?                 | Qanuritpin           | /qanuɢitpin/         |
| Estoy bien                   | Naammaktunga         | /naːmːaktuŋa/        |
| ¿Cómo estás tú?              | Ilvittauq            | /ilvitːauq/          |
| ¿Qué estás haciendo?         | Huliyutin?           | /hulijutin/          |
| ¿Qué vas a hacer?            | Huliniaqpin?         | /huliniaqpin/        |
| No haré nada                 | Huliniahuanngittunga | /huliniahuaŋːitːuŋa/ |
| Te amo                       | Piqpagiyagin         | /piqpaɡijaɡin/       |
| No sé                        | Nauna                | /nauna/              |
| Sí                           | Ii                   | /iː/                 |
| No                           | Imannaq              | /imanːaq/            |
| ¿Quién eres?                 | Kinauvin?            | /kinauvin/           |
| ¿De dónde eres?              | Namirmiutauyutin?    | /namiɢmiutaujutin/   |
| ¿Dónde estoy?                | Namiitunga?          | /namiːtuŋa/          |
| ¿Quién es esa persona?       | Kina taamna?         | /kina taːmna/        |
| ¿Dónde está la tienda?       | Nauk niuvirvik?      | /nauk niuviɢvik/     |
| ¿Cuánto cuesta?              | Una qaffitaalauyuk?  | /una qafːitaːlaujuk/ |
| ¿Tienes una cámara?          | Piksaliutiqaqtutin?  | /piksaliutiqaqtutin/ |
| ¿Te gustaría ir a caminar?   | Pihuuyarumayutin?    | /pihuːjaɢumajutin/   |
| Estoy trabajando             | Havagiarniaqpunga    | /havaɡiaɢniaqpuŋa/   |
| Estoy en casa ahora          | Angilrauniaqpunga    | /aŋilɢauniaqpuŋa/    |
| Tengo hambre                 | Kaagliqpunga         | /kaːɡliqpuŋa/        |
| Necesito ayuda (ayúdame=     | Ikayullannga         | /ikajulːaŋːa/        |
| Te veo mañana                | Aqaguttauq           | /aqaɡutːauq/         |
| Mi nombre es....             | Atira...             | /atiɢa/              |
| Tengo una hija               | Paniqaqpunga         | /paniqaqpuŋa/        |
| Tengo un hijo                | Irniqaqpunga         | /iɢniqaqpuŋa/        |
| Gracias                      | Quanaqqutin          | /quanaqːutin/        |
| Muchas gracias               | Quanaqpiaqqutin      | /quanaqpiaqːutin/    |
| De nada                      | Ilaali               | /Ilaːli/             |
| ¿Puedo hacerte una pregunta? | Apirillaglagin?      | /apiɢilːaɡlaɡin/     |
| Uno                          | Atauhiq              | /atauhiq/            |
| Dos                          | Malruuk              | /malɢuːk/            |
| Tres                         | Pingahut             | /piŋahut/            |
| Cuatro                       | Hitaman              | /hitaman/            |
| Cinco                        | Talliman             | /talːiman/           |